# Isola dei Ratti
L'isola dei Ratti è un'isola dell'Italia, in Sardegna.
Amministrativamente appartiene a Carloforte, comune italiano della provincia del Sud Sardegna.